# Zdziechów (Radom)
Pour les articles homonymes, voir Zdziechów.
Zdziechów (prononciation : [ˈzd͡ʑexuf]) est un village polonais de la gmina de Zakrzew dans le powiat de Radom de la voïvodie de Mazovie dans le centre-est de la Pologne.

## Histoire
De 1975 à 1998, le village appartenait administrativement à la voïvodie de Radom.